# إيساكو واشيو
 شطب
إيساكو واشيو (باليابانية:鷲尾 いさ子) (بالإنجليزية:Isako Washio) ممثلة يابانية ، من مواليد 1 أبريل 1967 ، عملت في السينما اليابانية ، وكان أشهرها فيلم : Bloom in the Moonlight والتي أنتجت سنة 1993 م ، وحازت إيساكو على جائزة أفضل ممثلة في مهرجان يوكوهاما السينمائية سنة 1995م ، واشتهرت بمشاركة فيلم أمريكي معروف سنة 1994 تحت عنوان الفيلم : قبضة نجم الشمال.

## وصلات خارجية
- إيساكو واشيو على موقع IMDb (الإنجليزية)
- إيساكو واشيو على موقع ميوزك برينز (الإنجليزية)
- إيساكو واشيو على موقع قاعدة بيانات الفيلم (الإنجليزية)